# أقحوان القطب الشمالي
أقحوان القطب الشمالي هو نوع نباتي ينتمي إلى جنس الأقحوان من الفصيلة النجمية
.